# Schleifer am Berg
Schleifer am Berg (amtlich: Schleifer a.Berg) ist ein Gemeindeteil der Großen Kreisstadt Weißenburg in Bayern im Landkreis Weißenburg-Gunzenhausen (Mittelfranken, Bayern). Schleifer am Berg liegt in der Gemarkung Oberhochstatt.

## Lage
Die Einöde liegt in der Fränkischen Alb, unweit östlich von Weißenburg, an den Südhängen des Wülzburger Berges. Nördlich liegt die Festung Wülzburg. Eine Straße verbindet den Ort mit der Staatsstraße 2228, die zur unweit südlichen Bundesstraße 13 führt. Unterhalb des Ortes liegt der Erlweiher. Südöstlich liegt eine als Bodendenkmal in die Bayerische Denkmalliste eingetragene, mittelalterliche Abschnittsbefestigung sowie Spuren einiger Siedlungen vorgeschichtlicher und römischer Zeit.

## Geschichte
Laut Historischem Atlas von Bayern ist Schleifer um 1850 entstanden. Im Jahre 1846 sind dort ein Haus, zwei Familien und sieben Bewohner verzeichnet. 1871 lebten im Ort in einem einzigen Gebäude drei Menschen; Pferde, Schweine oder Rinder sind im Amtsverzeichnis keine eingetragen. Schleifer am Berg gehörte vor der bayerischen Gebietsreform vom 1. Mai 1978 der Gemeinde Oberhochstatt an.
Kirchlich gehört der Ort zur evangelischen Weißenburger Stadtkirche St. Andreas im Evangelisch-Lutherischen Dekanat Weißenburg sowie zur katholischen Kirchengemeinde St. Willibald in Weißenburg im Dekanat Weißenburg-Wemding im Bistum Eichstätt.